# Gomesa radicans
A Gomesa radicans, também conhecida como Ornithophora Radicans, é uma micro-orquídea que recebe popularmente os nomes de pelo-de-urso, barba-de-bode-das-árvores, pelo-de-urso ou barba-de-bode-das-árvores. Trata-se de uma planta epífita ou, em algumas ocasiões, herbácea  pertencente ao gênero Gomesa e à família Orchidaceae. 

## Distribuição
Nativa do Brasil, sendo encontrada principalmente em áreas de mata atlântica nos estados do Rio de Janeiro, São Paulo e Minas Gerais, esta espécie de orquídea é admirada por suas flores pequenas e vibrantes, em formato que se assemelham a pequenos pássaros. Suas hastes florais se desenvolvem em estruturas pendentes, sendo apreciadas por colecionadores de orquídeas em todo o mundo.
Em termos ecológicos, é encontrada nos  domínios fitogeográficos de Cerrado e Mata Atlântica, em regiões com vegetação de mata ciliar, Floresta Estacional Perenifólia, floresta ombrófila pluvial e mata de araucária.

## Etimologia
O nome Ornithophora vem do grego ornithos (pássaro) e phoros (portador), em referência à aparência das flores, que se assemelham a pássaros em pleno voo.

## Descrição
A Gomesa radicans, é uma orquídea epífita, o que significa que cresce sobre outras plantas, geralmente árvores, sem parasitá-las. Suas folhas são alongadas e verde-escuras, com cerca de 20 centímetros de comprimento e 2 centímetros de largura. As flores crescem em hastes finas, que podem chegar a 30 centímetros de comprimento, e são formadas por pétalas e sépalas de cor vermelho-alaranjado, com cerca de 1,5 centímetros de comprimento. A parte central da flor é formada por um labelo curvo, que mede cerca de 1,5 centímetros de comprimento e é de cor amarelo-pálido podendo apresentar algumas  manchas avermelhadas.
Esta orquídea pode ser facilmente confundida com outras espécies, como Ornithophora tricolor e Ornithocephalus radicans.

### Detalhes
| Caule                                                             | Caule                                                             |
| ----------------------------------------------------------------- | ----------------------------------------------------------------- |
| crescimento                                                       | cespitoso                                                         |
| pseudobulbo subtendido por bainha                                 | com articulação e limbo                                           |
| forma                                                             | fusiforme                                                         |
| textura                                                           | liso                                                              |
| Folha                                                             |                                                                   |
| forma das lâminas das bainha e das lâmina terminal ao pseudobulbo | linear                                                            |
| Inflorescência                                                    |                                                                   |
| posição                                                           | arqueada                                                          |
| racemo                                                            | simples                                                           |
| Flor                                                              |                                                                   |
| sépala e pétala                                                   | verde/sem mácula                                                  |
| sépala lateral adnata                                             | somente na base                                                   |
| pétala                                                            | subiguais às sépala                                               |
| labelo                                                            | branco                                                            |
| base                                                              | unguiculada espessada e lisa                                      |
| lobo lateral                                                      | ausente                                                           |
| posição                                                           | não                                                               |
| lobo mediano                                                      | âncora/convexo                                                    |
| largura                                                           | não                                                               |
| largura                                                           | não                                                               |
| calo                                                              | somente no disco                                                  |
| forma                                                             | porção proximal oblongóide/porção distal com contorno arredondado |
| coluna com asa estigmática                                        | inconspícua                                                       |

## Cultivo
Embora seja de presença bastante rara na natureza, sendo encontrada apenas em áreas muito específicas da mata atlântica, esta orquídea pode ser cultivada em vasos com substrato de casca de pinus, fibra de coco, carvão vegetal e esfagno, contando com boa drenagem e manutenção da umidade. 
Deve ser mantida em ambiente com temperaturas entre 15°C e 30°C, com boa luminosidade, mas sem exposição direta ao sol. É importante manter o substrato sempre úmido, mas sem encharcamento. É recomendável a adubação com fertilizantes específicos para orquídeas a cada duas semanas.

## Taxonomia
A espécie foi descrita em 2009 por Norris H. Williams, Norris H. Williams, Mark W. Chase e Mark W. Chase. 
Os seguintes sinônimos já foram catalogados:  
- Sigmatostalix radicans  Rchb.f.
- Ornithophora quadricolor  Barb.Rodr.
- Ornithophora radicans alba  Xim.Bols.
- Ornithophora radicans  (Rchb.f.) Garay & Pabst

## Conservação
A espécie faz parte da Lista Vermelha das espécies ameaçadas do estado do Espírito Santo, no sudeste do Brasil. A lista foi publicada em 13 de junho de 2005 por intermédio do decreto estadual nº 1.499-R. 